# Cartesianism

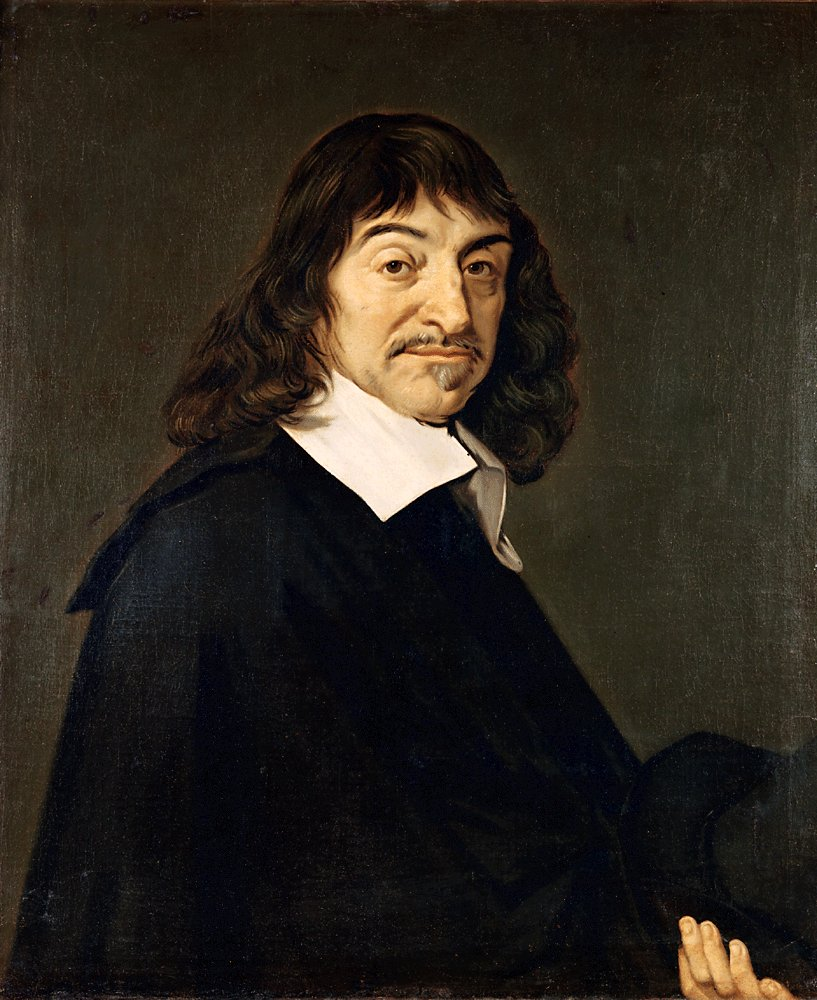
René Descartes.

Cartesianism eller cartesiansk dualism avser den franske filosofen René Descartes filosofiska teori. Läran spreds under senare delen av 1600-talet, främst i västra Europa. Denna dualism utgår från en fullkomlig åtskillnad mellan själ och kropp, vilka båda är substanser. Descartes menade, att själen och kroppen var förenade via tallkottkörteln.